# Wilson (Ohio)
Wilson é uma vila localizada no estado norte-americano de Ohio, no Condado de Belmont e Condado de Monroe.

## Demografia
Segundo o censo norte-americano de 2000, a sua população era de 118 habitantes.
Em 2006, foi estimada uma população de 118, um aumento de 0 (0.0%).

## Geografia
De acordo com o United States Census Bureau tem uma área de
1,3 km², dos quais 1,1 km² cobertos por terra e 0,2 km² cobertos por água.

## Localidades na vizinhança
O diagrama seguinte representa as localidades num raio de 20 km ao redor de Wilson.